# أنتون أوندروس
أنتون أودنروس، من مواليد 27 مارس 1950، لاعب كرة قدم تشيكوسلوفاكي سابق. وقد لعب مع منتخب تشيكوسلوفاكيا لكرة القدم 58 مباراة وسجل 9 أهداف، ولعب معظم مسيرته الكروية مع نادي سلوفان براتيسلافا.

## روابط خارجية
- أنتون أوندروس على موقع الاتحاد الدولي (مؤرشف)  (الإنجليزية)
- أنتون أوندروس على موقع الاتحاد الأوربي (الإنجليزية)
- أنتون أوندروس على موقع الاتحاد التشيكي (الإنجليزية)
- أنتون أوندروس على موقع قاعدة بيانات كرة القدم.إي يو (الإنجليزية)
- أنتون أوندروس على موقع ناشيونال فوتبول تيمز (الإنجليزية)